# Populacija zvijezda
Populacija zvijezda je zvjezdana skupina određena sukladno udjelu metala u kemijskom sastavu zvijezde i prostornom položaju u galaktici. Populaciju I čine mlade zvijezde s udjelom metala od 2 do 4%, smještene u spiralnim krakovima galaktike, koje se oko središta galaktike gibaju pravilnim eliptičnim putanjama. Sunce se ubraja u starije zvijezde te populacije. Populaciju II čine starije zvijezde s malim udjelom metala (0.1%), smještene u galaktičkom halou, koje se oko galaktičkoga središta gibaju eliptičnim stazama u svim ravninama. Njima pripadaju zvijezde kuglastih zvjezdanih skupova, RR-liride, W Virginis i dugoperiodične promjenljive zvijezde. Nastale su u prvoj milijardi godina postojanja svemira, kada još nije bio oblikovan galaktički disk. Populacijom III smatraju se velike iščezle zvijezde koje su nastale u doba kada u svemiru nije bilo metala. Metali su u njima stvoreni nuklearnim reakcijama i raspršeni u svemir eksplozijama. Populacija III danas može sadržavati samo neutronske zvijezde i crne rupe.

## Kuglasti zvjezdani skupovi
Kuglasti zvjezdani skup ili kuglasti skup je kuglasta nakupina od desetak tisuća do više milijuna zvijezda, prosječnoga promjera 60 do 300 svjetlosnih godina, koja se giba u galaktičkom halou oko galaktičke jezgre kao satelit. Razmaci među zvijezdama kuglastoga zvjezdanoga skupa razmjerno su maleni, u središtu kuglastoga zvjezdanoga skupa se, u prostoru od jedne kubične svjetlosne godine, nalaze stotine zvijezda. Zvijezde kuglastih skupova uglavnom su crvenkaste, male mase, velike starosti (nastale prije 10 do 12 milijardi godina), s udjelom od 0.1% metala (populacija II). Drži se da je poneka mlada zvijezda unutar kuglastoga skupa nastala nakon sudara starijih zvijezda, a sudari zvijezda zbog velike gustoće unutar nakupine nisu rijetkost. U Mliječnoj stazi otkrivena su 152 kuglasta skupa, Andromeda (Messier 31) ih ima oko 500, a galaktika M87 (Messier 87) čak 13 000. Najpoznatiji su: Omega Centaura (NGC 5139), M2, M4, M5, M13, M15, M22, M71, NGC 2808, NGC 7006 i druge.

## RR-liride
RR-liride (prema RR Lire, prvoj otkrivenoj zvijezdi te vrste; eng. RR Lyrae variable), kratkoperiodično pulsirajuće promjenljive zvijezde (period promjene sjaja 0,05 do 1,2 dana). Masa im je približno pola Sunčeve mase, a oko 50 puta su sjajnije. Građene su od tvari siromašne metalima (pripadaju zvjezdanoj populaciji II). Uglavnom se nalaze u kuglastim zvjezdanim skupovima i u području galaktičkoga haloa. Neovisno o periodu promjene sjaja, podjednako su sjajne, svima je apsolutna magnituda između 0,6 i 0,7 pa se koriste za određivanje udaljenosti kuglastih zvjezdanih skupova. Smatra se da ih u Mliječnoj stazi ima oko 58 000.

## Neutronske zvijezde
Neutronske zvijezde su zvijezde promjera približno 12 kilometara, gustoće usporedive s gustoćom atomskih jezgara, razvojna faza zvijezda velike mase nakon što su potrošile svoje nuklearno gorivo i eksplodirale kao supernove. Iako zvijezde u eksploziji velik dio svoje mase odbace u svemir, preostale jezgre još su uvijek masivnije od Sunca (najčešće između 1.38 i 2.1 Sunčeve mase; pri većoj masi urušavanjem preostale jezgre nastale bi crne rupe, a pri manjoj masi bijeli patuljci). Kada se jezgre zvijezda sažmu do promjera od približno 12 km nastaju neutronske zvijezde. Gravitacijsko se urušavanje zaustavlja tek kada odbojne sile među česticama tvari postanu dovoljno snažne da se odupru daljnjemu sažimanju, tj. kada se protoni i elektroni stope u neutrone. U središtu neutronskih zvijezda tlak je toliko velik da je tvar promijenjena, a jezgre su atoma ogoljene.  Pretpostavlja se da najveći dio unutrašnjosti neutronskih zvijezda ispunjava suprafluidna (suprafluidnost) neutronska tvar. Neutronske se zvijezde često u početku vrte velikom brzinom, ali se s vremenom, kako gube energiju, usporavaju. Prve neutronske zvijezde otkrivene su kao pulsari.
Teorijski model neutronske zvijezde osmislili su Walter Baade i Fritz Zwicky 1934., britanska astrofizičarka Jocelyn Bell Burnell i Antony Hewish otkrili su 1967. prvi pulsar, američki astrofizičar Joseph Hooton Taylor, Jr. i američki fizičar Russell Alan Hulse otkrili su dvojni sustav neutronskih zvijezda (PSR B1913+16), od kojih je samo jedna bila pulsar, a talijanska astronomkinja Marta Burgay prva je 2004. otkrila zvjezdani sustav dvaju pulsara.

## Crne rupe
Crna rupa je nebesko tijelo kojemu je gravitacija tako velika da brzina oslobađanja nadmašuje brzinu svjetlosti, zbog čega ga ni svjetlost ne može napustiti. Nastaje urušavanjem zvijezde velike mase (bar 3 Sunčeve mase) pod djelovanjem vlastite gravitacije a nakon njezine eksplozije (supernove). Supermasivne crne rupe milijun ili milijardu su puta veće mase od Sunčeve, vjerojatno se nalaze u središtima galaktika. Površina područja iz kojega svjetlost ne izlazi naziva se horizontom događaja, a njegov je polumjer (Schwarzschildov polumjer) razmjeran sadržanoj masi. Unutar horizonta događaja prostor i vrijeme jako su poremećeni, a sva je masa u točki singulariteta stegnuta do beskonačne gustoće. Fizička svojstva crne rupe svode se na ukupnu masu, kutnu količinu gibanja i količinu električnoga naboja. Pri rubu crne rupe nastaju kvantni učinci s emisijom elementarnih čestica i antičestica, koje djelomice napuštaju crnu rupu, pa se ona isparava, tj. gubi masu (Hawkingovo zračenje). Crna rupa ne može se izravno opažati, već jedino po njezinu gravitacijskom utjecaju na okolinu. Smatra se da tvar koja na nju pada stvara akrecijski disk vrlo visoke temperature, koji zrači rendgenska i gama zračenja nestalne jakosti.